# جيريمي آشر
جيريمي آشر (بالإنجليزية: Jeremy Asher)‏ هو شخصية أعمال بريطاني، ولد في 16 يوليو 1961 في لندن في المملكة المتحدة.